# Daniel Schmutz
Pour les articles homonymes, voir Schmutz (homonymie).
Daniel Schmutz, né le 6 juin 1943 à La Tour-de-Peilz (originaire de Vechigen) et mort le 29 octobre 2022, est une personnalité politique suisse, membre du Parti socialiste.

## Biographie
Daniel Schmutz naît le 6 juin 1943 à La Tour-de-Peilz, dans le canton de Vaud. Il est originaire de Vechigen, dans le canton de Berne. Ses parents, Robert Gottlieb et Alice-Liliane Post, sont enseignants.
Il suit sa scolarité à la Tour-de-Peilz, puis à Vevey. Licencié en sciences économiques et en sciences politiques de l’Université de Lausanne, Daniel Schmutz travaille d'abord comme assistant à la chaire d'économie politique de la Faculté des hautes études commerciales de l'université de Lausanne. Il est en outre collaborateur au Bureau fédéral de statistiques entre 1967 et 1968, secrétaire général de l’Union Fruitière Vaudoise entre 1968 et 1973 et secrétaire général de la Fédération Vaudoise des Caisses-Maladie entre 1974 et 1981.
Daniel Schmutz devient conseiller d'État vaudois le 5 mai 1981 après son élection le 29 mars précédent. Il y est responsable du département des finances du 5 mai 1981 au 9 mars 1982, du département des travaux publics du 29 mars 1981 au 20 avril 1998 et du département de prévoyance sociale et des assurances du 5 avril 1982 au 31 décembre 1991.
Par la suite, il est membre du conseil d'administration de Romande Energie (comité Stratégie et Corporate Development) de 1992 à 2013 et devient en parallèle, en 2001, administrateur d’EOS Holding, à Lausanne (qui coordonne et de représente les intérêts des principales entreprises électriques romandes). Il devient en outre trésorier du Conseil synodal de l’Église évangélique réformée vaudoise en 1998 et directeur des Retraites populaires, une société d'assurance-vie et de prévoyance professionnelle, de 1997 à 2008,,.
Il meurt le 29 octobre 2022, à l'âge de 79 ans.